# 瓦魮
瓦魮（学名：Barbus tegulifer）為輻鰭魚綱鯉形目鯉科的其中一個種。該物種於1936年由Henry Weed Fowler描述，分布於非洲喀麥隆Kribi地區，體長可達11公分。

## 扩展阅读
維基物種上的相關：瓦魮